# 婦人子供服製造技能士
婦人子供服製造技能士（ふじんこどもふくせいぞうぎのうし）とは、国家資格である技能検定制度の一種で、都道府県職業能力開発協会（問題作成等は中央職業能力開発協会）が実施する、婦人子供服製造に関する学科及び実技試験に合格した者をいう。

## 概要
婦人、子供服の製造に必要な技能・知識の証明する国家資格で名称独占資格である。検定試験では婦人子供注文服製作、婦人子供既製服製造、婦人子供既製服パターンメーキング、婦人子供既製服縫製からいずれか一つを選択する。婦人子供服を製造するのに必要な技能が審査される。
等級には、1級及び2級があり、それぞれ上級技能者、中級技能者が通常有すべき技能の程度と位置づけられている。1級合格者は職業訓練指導員 (洋裁科)試験の実技試験と学科試験の関連学科が免除され、2級合格者は実技試験が免除される。

## 受検資格
- 1級：実務経験7年以上
- 2級：実務経験2年以上

※職業訓練歴や学歴により実務年数は異なる。

## 試験内容

### 学科試験

#### 試験形式
- 1級：真偽法及び四肢択一法(50問、試験時間＝1時間40分)
- 2級：真偽法及び四肢択一法(50問、試験時間＝1時間40分)

#### 試験科目
- 1.婦人子供服一般
  - 1-1.婦人子供服の種類
  - 1-2.着装
- 2.材料
  - 2-1.繊維の種類、特徴及び用途
  - 2-2.織物の種類、組織、用途及び加工方法
  - 2-3.編地及び不織布の種類及び用途
  - 2-4.縫糸の種類及び用途
  - 2-5.附属材料の種類及び用途
- 3.色彩及び流行
  - 3-1.色彩の用語
  - 3-2.流行
- 4.安全衛生
  - 4-1.安全衛生に関する詳細な知識
- 5.選択科目(下記のいずれか1つを選択)
  - イ.　婦人子供注文服製作法
  - ロ.　婦人子供注文服製造法

### 実技試験

#### 婦人子供注文服製作作業
- 1級：持参した材料(無地のウール地)により、試験当日、3パターンのうち抽選により指示されたスタイル画で、スーツを1着製作する。なお、スカートについては、仮縫いしたものを持参する。試験時間＝6時間30分
- 2級：持参した裁断済み(印付けを含む)の材料(ウールジョーゼット)により、ブラウスを1着製作する。試験時間＝6時間30分

#### 婦人子供既製服パターンメーキング作業
- 1級

1. ジャケットの工業用パターン（半身頃）の作成を行う。
2. ジャケットのグレーディングを行う。ただし、グレーディングの寸法及びパーツは、試験当日に指示する。

試験時間＝4時間30分
- 2級

1. ジャケットのデザインパターンの作成を行う。
2. ジャケットの工業用パターン（半身頃）の作成を行う。

試験時間＝4時間15分

#### 婦人子供既製服縫製作業
- 1級
  - 作業試験：持参した裁断済みの材料により、婦人用ジャケット2着を製作する。試験時間＝6時間
  - ペーパーテスト：パンツの縫製作業工程図及び作業時間について行う。ただし、デザイン画等は、試験当日試験場で解答用紙とともに配布する。試験時間＝1時間
- 2級：持参した裁断済みの材料により、ワンピースドレス2着を製作する。試験時間＝4時間30分

#### 婦人子供既製服製造作業
- 1級
- 2級

## 取得後の称号
技能検定に合格すると等級に応じて技能士の称号が付与される。なお、名刺などに資格を表記する際には「1級婦人子供服製造技能士」、「2級婦人子供服製造技能士」のように等級を明示する必要がある。等級の非表示、等級表示位置の誤り、職種名の省略表示などは不可である。
なお職業能力開発促進法により、婦人子供服製造技能士資格を持っていないものが婦人子供服製造技能士と称することは禁じられている。